# حصاربن
حِصاربُن، روستایی از توابع بخش مرکزی شهرستان فیروزکوه در استان تهران ایران است. بزرگ‌ترین طوایف این روستا طایفه‌های غندالی، شاه حسینی و قنبری از ایل بزرگ الیکایی هستند که از کوچنده‌های گرمساربودند و در زمان رضا شاه مجبور به یکجانشینی شدند. از دیگر اقوام روستا به خدام، آرویی، سپایانی و حسینی (مشهدی) می‌توان اشاره کرد. اکثر مردم به شغل کشاورزی و باغداری و تعداد کمی نیز به دامداری می‌پردازند. تنها جاذبه روستا چشمه معدنی آبچمن است که به عقیده بزرگان روستا برای زردی و گرمازدگی خاصیت درمانی دارد.
در مورد پیشینه سکونت روستا منبع موثقی در دست نیست به تازگی یکی از اهالی (دکتر محمود سپایانی))پی جمع‌آوری و اطلاعات در مورد چگونگی سکونت در حصاربن در قالب کتابی ست که امیدواریم به زودی چاپ کتاب محقق شود. در محرم روستای همجوار (سیمین دشت) روز تاسوعا به همراه دسته‌های عزاداری در روستای حصاربن حاضر و توسط دوست داران اهل بیت مورد استقبال قرار می‌گیرند و پس از مراسم کهن و قدیمی سلام صفا در مزار حصاربن به یاد درگذشتگان فاتحه ای نثار کرده و در مسجد جامع حصاربن دو هیئت با یکدیگر ادغام شده و پس از عزاداری نماز جماعت را به جای آورده سپس مورد پذیرایی اهالی به صرف ناهار می‌شوند. روز عاشورا نیز متقابلاً اهالی حصاربن در روستای سیمین دشت حاضر و در بزم عزای حسین به سوگواری می‌پردازند.

## زبان
مردم این روستا به گویش الیکایی که زبان مازندرانی است، صحبت می‌کنند.

## جمعیت
این روستا در دهستان حبلرود قرار دارد و براساس سرشماری مرکز آمار ایران در سال ۱۳۸۵، جمعیت آن ۹۴۶ نفر (۲۸۴خانوار) بوده‌است.